# Deiregyne velata
Deiregyne velata är en orkidéart som först beskrevs av Benjamin Lincoln Robinson och Merritt Lyndon Fernald, och fick sitt nu gällande namn av Leslie Andrew Garay. Deiregyne velata ingår i släktet Deiregyne, och familjen orkidéer. Inga underarter finns listade i Catalogue of Life.